# Силикат алюминия
Силикат алюминия — неорганическое соединение, 
основная соль металла алюминия и кремниевой кислоты с формулой Al2O3•SiO2,
бесцветные кристаллы,
не растворяется в воде.

## Получение
- В природе встречаются минералы силлиманит и кианит — Al2O3•SiO2 с незначительными примесями.
- Спекание оксидов алюминия и кремния:

{\displaystyle {\mathsf {Al_{2}O_{3}+SiO_{2}\ {\xrightarrow {875^{o}C}}\ Al_{2}O_{3}\cdot SiO_{2}}}}

## Физические свойства
Силикат алюминия образует бесцветные кристаллы
ромбической сингонии,
пространственная группа P bnm,
параметры ячейки a = 0,743 нм, b = 0,758 нм, c = 0,574 нм, Z = 4.
Не растворяется в воде.